# Кызылжулдуз (Маканчинский район)
Кызылжулдуз (каз. Қызылжұлдыз) — село в Маканчинском районе Абайской области Казахстана. Входит в состав Келдимуратовского сельского округа. Код КАТО — 636445200.

## Население
В 1999 году население села составляло 197 человек (103 мужчины и 94 женщины). По данным переписи 2009 года, в селе проживало 176 человек (86 мужчин и 90 женщин).